# ويليام تود
ويليام تود هو سياسي كندي، ولد في 10 يوليو 1803 في الولايات المتحدة، وتوفي في 5 أكتوبر 1873.